# Stazione di Kurikoma-Kōgen
La Stazione di Kurikoma-Kōgen (くりこま高原駅駅?, Kurikoma-Kōgen-eki) è una stazione ferroviaria della città di Kurihara, nella prefettura di Miyagi della regione del Tōhoku utilizzata esclusivamente dai servizi Shinkansen.

## Linee
- East Japan Railway Company
  - ■ Tōhoku Shinkansen
  - ■ Akita Shinkansen